# Средновековно домакинство
Средновековното домакинство е средище на семейния живот за всички класи на европейското общество през Средните векове. Въпреки това се вижда контраст със съвремието, защото средновековното домакинство се състои от много повече на брой души в сравнение със същинското семейство. В домакинството и на краля, и на най-скромния селянин може да се отбележи, че повече или по-малко далечни роднини и силно вариращ брой слуги и васали съжителстват с господаря на къщата и неговото лично семейство. Структурата на средновековното домакинство до голяма степен се загубва до появяването на уединението на съвременната епоха.
Различните варианти на това домакинство, естествено, са огромни, защото се говори за цял един континент и за времеви период от едно хилядолетие. И все пак е възможно да се говори за класически модел на средновековното общество особено, когато се развива във Франкската империя, откъдето се разпростира в големи части от Европа.